# Especie no evaluada

Símbolo de no evaluado adoptado por la IUCN en 2009

Cuando se declara una especie no evaluada (NE) significa que su estado de conservación aún no ha sido determinado por la IUCN.
Esta categoría de conservación es una de las nueve categorías de evaluación de amenazas de la UICN para especies que indican su riesgo de extinción global. Las categorías van desde 'extinto' (EX) en un extremo del espectro, hasta 'no evaluado' (NE) en el otro. 
La categoría de 'no evaluado' no indica que una especie no esté en riesgo de extinción, sino simplemente que la especie aún no ha sido estudiada para determinar si hay algún riesgo para ser cuantificado y publicado. La UICN informa que las especies clasificadas como 'no evaluadas'"... no deben ser tratadas como si no estuvieran amenazadas. Puede ser apropiado ... prestarles el mismo grado de atención que los taxones amenazados, al menos hasta que el estado pueda ser evaluado
Para 2015, la UICN había evaluado y asignado estados de conservación a más de 76,000 especies en todo el mundo. De estos, había clasificado a unas 24,000 especies como amenazadas globalmente en un nivel de conservación u otro. Sin embargo, a pesar de que las estimaciones varían ampliamente en cuanto al número de especies existentes en la Tierra (que van desde 3 millones hasta 30 millones), esto significa que la categoría de 'no evaluado' (NE) de la UICN es, con mucho, la mayor de las nueve categorías de riesgo de extinción.

## Ejemplos
- Medusa melena león
- Escarabajo titán

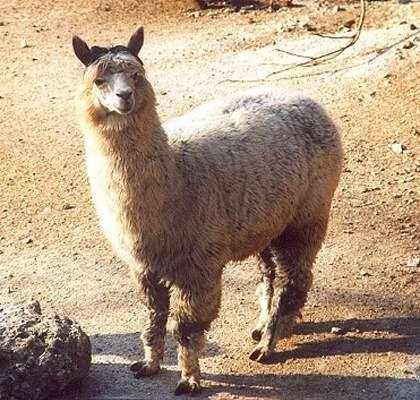
alpacaVicugna pacos

- Cangrejo rojo de la isla de Navidad
- Shama de las islas Andamán
- Calamón pukeko

## Otras aplicaciones
El proceso global de evaluación y categorización de la UICN se ha aplicado posteriormente en los países y, a veces, en los niveles regionales como base para evaluar las amenazas a la conservación y para establecer listas de datos rojos individuales para esas áreas.
Los criterios de evaluación también han comenzado a aplicarse como una forma de categorizar las amenazas a los ecosistemas, y cada ecosistema cae en la categoría de la UICN 'no evaluado' antes del inicio del proceso de evaluación. 